# Cube de Leslie

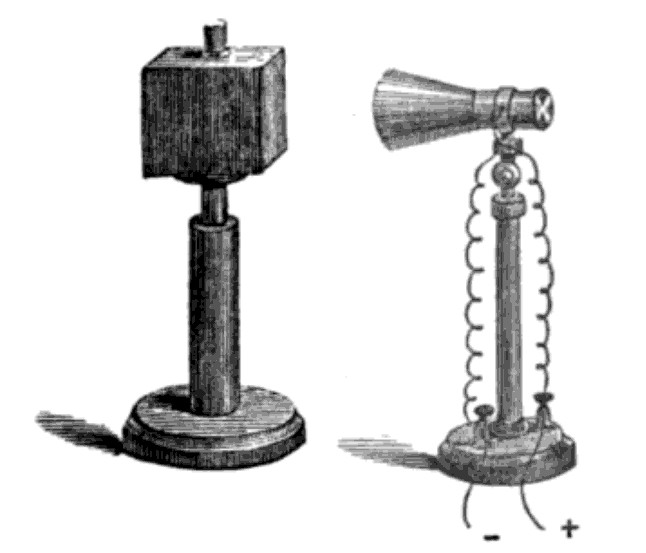
Un cube de Leslie et un détecteur thermique à droite

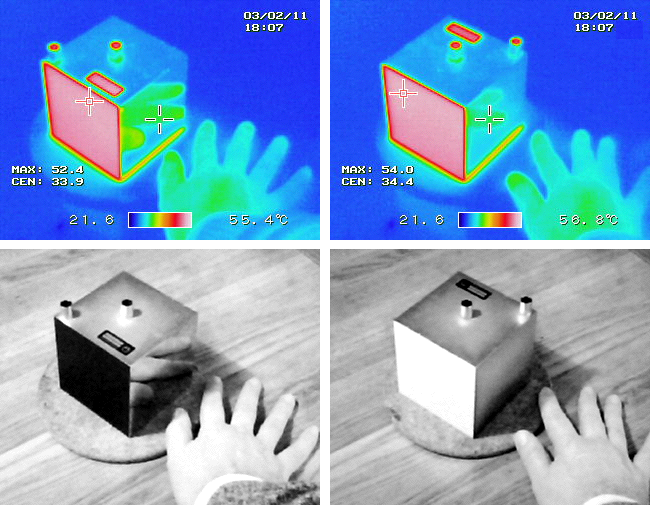
Une version moderne d'un cube de Leslie

Un cube de Leslie est un dispositif utilisé dans la démonstration et la mesure des variations de l'énergie de radiation selon la surface des corps.
Dans une expérience décrite par Tyndall, les quatre faces verticales d'un cube étaient recouvertes par une matière différente: or, argent, cuivre et un vernis d'ichtyocolle.
Lorsque le cube est rempli d'eau, le détecteur thermique montrera des valeurs différentes selon l'émissivité de chaque surface (voir aussi les descriptions de Poynting et Thomson).
L'original du cube de Leslie a été conçu en 1804 par John Leslie (1766-1832), mathématicien et physicien écossais.
À l'origine, il s'agissait d'un cube de laiton avec deux côtés bruts, un côté poli et le quatrième peint en noir. La mesure du rayonnement de chaque surface obéit à la loi de Stefan-Boltzmann et à la loi de Kirchhoff.
Cette expérience a été un pas majeur dans la discipline de la thermographie dans la mesure où elle démontrait l'existence de l'émissivité variable des surfaces et a permis également de composer les tables d'émissivité des matériaux. Cependant le choix d'origine des matériaux était impropre dans la mesure où la majorité de ces surfaces avaient une émissivité si basse qu'elle était presque immensurable mais, en tant qu'expérience, a permis de démontrer des effets d'écart si forts qu'ils ont incité à creuser le sujet et donc à aboutir à des tables de correction des températures perçues selon leur nature et leur état de surface. 